# Romain Sardou
Romain Sardou (* 6. ledna 1974, Boulogne-Billancourt) je francouzský spisovatel, žije ve Švýcarsku v Neuchâtelu. Jeho babička Gertruda Finková je narozena v Příšovicích. Pochází z umělecké rodiny, jeho otcem je zpěvák Michel Sardou a dědečkem herec Fernand Sardou.

## Literární dílo
- A odpusť nám naše viny (Pardonnez nos offenses, 2002) – historický thriller ze 13. století. Zápletka se týká záhadné zapomenuté francouzské vesnice, hlavní hrdinové (farář Henno Gui a vikář Chuquet) v několika dějových liniích (odehrávajících se přímo ve vesnici a na různých místech Francie a Itálie) postupně rozkrývají zapomenutý zločin skupiny z nejvyšších církevních kruhů. Děj vrcholí odhalením spojeným s tragickým finále. Román je přirovnáván k Ecovu Jménu růže, oproti kterému obsahuje méně popisných a filozofických pasáží.
- Odlesk Boží slávy (L'Éclat de Dieu, 2004) – podtitul Román o času, „historická sci-fi“ o hledání a nalezení grálu.
- Romain Sardou v Aspenu v roce 2013Une seconde avant Noël (2005)

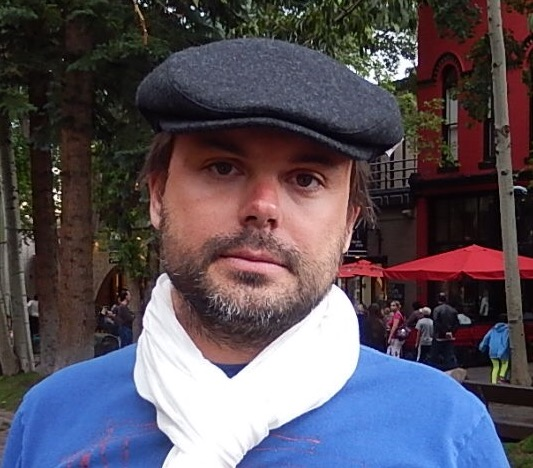
Romain Sardou v Aspenu v roce 2013

- Nikdo neunikne (Personne n'y echappera, 2006)
- Zbav nás od zlého (Délivrez-nous du mal, 2008)
- Quitte Rome ou meurs (2009)

## České překlady
- A odpusť nám naše viny, překlad Danuše Navrátilová, Praha, Argo, 2003, ISBN 80-7203-497-9
- Odlesk boží slávy, překlad Danuše Navrátilová, Praha, Argo, 2005, ISBN 80-7203-733-1
- Nikdo neunikne, překlad Danuše Navrátilová, Praha, Argo, 2008, ISBN 978-80-257-0035-8
- Zbav nás od zlého, překlad Danuše Navrátilová, Praha, Argo, 2009, ISBN 978-80-257-0189-8